# Roger Chartier
Roger Chartier (Lione, 9 dicembre 1945) è uno storico francese, che si ricollega alla corrente storiografica dell'École des Annales. Si occupa di storia del libro, dell'editoria e della lettura.

## Biografia
Originario di Lione, ha fatto i suoi studi superiori al liceo Ampere di quella stessa città.
Fra il 1964 e il 1969 è stato studente all'École normale supérieure de Saint-Cloud (lettere e scienze umane) ed allo stesso tempo ha seguito un corso di laurea alla Sorbona di Parigi (1966-1967). Nel 1969 ha passato il concorso dell'agrégation di storia primo tra i candidati.
Ha insegnato come professore aggregato al prestigioso liceo "lycée Louis-le-Grand" di Parigi fra il 1969 e il 1970. Quello stesso anno è diventato assistente di storia moderna all'università di Parigi I, poi capo-assistente all'École des hautes études en sciences sociales (EHESS). In seguito è stato capo-relatore (1978-1983) e poi direttore di studi all'EHESS fino al 2006. In quell'anno è stato nominato professore del Collegio di Francia, titolare della cattedra « Écrit et cultures dans l'Europe moderne » (scrittura e culture nell'Europa moderna).
Ha creato anche l'inserto Les Lundis de l'Histoire (I lunedì della storia) su France Culture, nel quale ha intervistato vari docenti di storia moderna (XVI secolo - XVIII secolo).

## Meriti accademici e onorificenze
- Laureato dell'anno 1990 (Annal Award - American Printing History Association)
- Grand Prix d'histoire (premio Gobert) dell'Académie française pel 1992
- "Corresponding Fellow" della British Academy
- Dottore "Honoris causa" all'università Carlos III di Madrid

## Pubblicazioni
- L'Éducation en France du XVIe au XVIIIe (con Marie-Madeleine Compère e Dominique Julia), Société d'édition d'enseignement supérieur, Paris, 1976, 304 p. ISBN 2-7181-5201-X
- Histoire de l'édition française (direzione con Henri-Jean Martin), 4 volumi (1983–1986), 2ª edizione, Fayard e Cercle de la librairie, Paris, 1989–1991
- Lectures et lecteurs dans la France d'Ancien Régime, Éditions du Seuil, coll. « L'Univers historique » ISSN 0083-3673 (WC · ACNP) nº 49, Paris, 1987, 369 p. ISBN 2-02-009444-4
- Les Origines culturelles de la Révolution française (1990), riedizione con una conclusione inedita dell'autore, Éditions du Seuil, Paris, coll. « Points / Histoire » ISSN 0768-0457 (WC · ACNP) nº  268, 2000, 304 p. ISBN 2-02-039817-6
- La Correspondance. Les usages de la lettre au siècle XIXe (direzione), Fayard, coll. « Les Nouvelles Études historiques » ISSN 0292-4250 (WC · ACNP), Paris, 1991, 462 p. ISBN 2-213-02454-5
- L'Ordre des livres. Lecteurs, auteurs, bibliothèques en Europe entre XIVe et XVIIIe, Alinea, coll. « De la pensée / Domaine historique », Aix-en-Provence, 1992, 126 p. ISBN 2-7401-0024-8
- Pratiques de la lecture (direction), Payot, coll. « Petite Bibliothèque Payot » nº 167, Paris, 1993, 309 p. ISBN 2-228-88723-4
- Le Livre en révolutions, intervista con Jean Lebrun, Textuel, Paris, 1997, 159 p. ISBN 2-909317-34-X
- Histoire de la lecture dans le monde occidental (direzione con Guglielmo Cavallo, 1997), riedizione, Éditions du Seuil, coll. « Points / Histoire » ISSN 0768-0457 (WC · ACNP) nº H297, Paris, 2001, 587 p. ISBN 2-02-048700-4
- Au bord de la falaise. L'histoire entre certitudes et inquiétude, Albin Michel, coll. « Bibliothèque Albin Michel de l'histoire » ISSN 1158-6443 (WC · ACNP), Paris, 1998, 292 p. ISBN 2-226-09547-0
- Les origines culturelles de la Révolution Française, riedizione Éditions du Seuil, coll. « Points / Histoire », Paris, 1999, 304 p. ISBN 2-02-039817-6